# 홍광표
홍광표(1917년 10월 23일~1991년 7월 6일)는 대한민국의 정치인이다. 제5대 국회의원을 지냈다.

## 역대 선거 결과
|  | 19.13% |

|  | 30.19% |

|  | 31.17% |

|  | 26.41% |

|  | 33.15% |